# Hohenberg (Marktleugast)
Hohenberg ist ein Gemeindeteil des Marktes Marktleugast im Landkreis Kulmbach (Oberfranken, Bayern). Der Ort liegt in der Gemarkung Hohenberg.

## Geografie
Das Pfarrdorf liegt auf einem Höhenzug des Frankenwaldes. Am nordöstlichen Ortsrand befindet sich ein Sportplatz mit Sportheim und Gaststätte. Die Kreisstraße KU 13/HO 23 durchquert den Ort und verläuft zur Staatsstraße 2158 bei Neuensorg (2,4 km südwestlich) bzw. nach Dreschersreuth (1,5 km nordöstlich). Die Kreisstraße KU 26 zweigt innerorts von der KU 13 ab und führt an der Zegastmühle und Zegast vorbei nach Rappetenreuth (1,4 km nördlich). Eine Gemeindeverbindungsstraße führt nach Obersauerhof (2,1 km südöstlich).

## Geschichte
Der Ort wurde 1247 zum ersten Mal urkundlich erwähnt, als Otto VIII. von Meranien die Ortschaft „Hochberg“ dem Kloster Langheim übereignete.
Gegen Ende des 18. Jahrhunderts bestand Hohenberg aus 34 Anwesen. Das Hochgericht übte das bambergische Centamt Marktschorgast aus. Die Dorf- und Gemeindeherrschaft hatte das Vogteiamt Marktschorgast. Grundherren waren
- das bambergische Kastenamt Stadtsteinach: 1 Hof mit 2 Häusern, 11 Halbhöfe, 4 Viertelhöfe, 1 Söldengut, 2 Söldenhäuser, 1 Wirtshaus und 3 Tropfhäuser;
- die Gemeinde: 10 Tropfhäuser.[6]

1810 kam Hohenberg zum Königreich Bayern. Mit dem Gemeindeedikt wurde der Ort dem 1811 gebildeten Steuerdistrikt Marktleugast und der im gleichen Jahr gebildeten Ruralgemeinde Marktleugast zugewiesen. Am 28. Januar 1845 wurde die Gemeinde Hohenberg gebildet, zu der Vordererb und Zegastmühle gehörten. Sie war in Verwaltung und Gerichtsbarkeit dem Landgericht Stadtsteinach zugeordnet und in der Finanzverwaltung dem Rentamt Stadtsteinach (1919 in Finanzamt Stadtsteinach umbenannt). Ab 1862 gehörte Hohenberg zum Bezirksamt Stadtsteinach (1939 in Landkreis Stadtsteinach umbenannt). Die Gerichtsbarkeit blieb beim Landgericht Stadtsteinach (1879 in Amtsgericht Stadtsteinach umgewandelt). Am 8. April 1927 wurde Vordererb nach Horbach umgemeindet. Die Gemeinde hatte 1964 eine Gebietsfläche von 3,817 km². Am 1. Mai 1978 wurde die Gemeinde Hohenberg in Marktleugast eingegliedert.

### Baudenkmäler
- St. Josef (Hohenberg), katholische Kuratiekirche
- St. Maria (Hohenberg), katholische Kapelle
- drei Martern

ehemalige Baudenkmäler
- Haus Nr. 4: Vollständig erneuertes Gebäude mit älterem Haustürscheitelstein, bezeichnet „JZ / 1836“ (=J. Zeitler).[11]
- Haus Nr. 6: Eingeschossiges, verputzt massives Halbwalmdachhaus, Stallteil noch eingeschossig und mit Halbwalmdach, Wohnteil 1917 aufgestockt und erneuert; profilierte Türrahmungen mit Scheitelstein, über Wohnungstür bezeichnet „JW / 1835“, Stalltür „JHS“ mit Herz und Kreuz.[11]
- Haus Nr. 7: Verputzt massives Halbwalmdachhaus, drei zu fünf Achsen; der Scheitelstein der Haustürrahmung bezeichnet „ET / 1835“ (=Eberhard Tittus).[11]
- Haus Nr. 11: Eingeschossiges, verputzt massives Wohnstallhaus mit Halbwalmdach; verzahnte Eckquaderung, Fenster- und Türrahmungen in Sandstein, letztere profiliert und mit Scheitelstein versehen, über Wohnungstür bezeichnet „... Friedrich / 1835“ über Stall „JHS“ mit Herz und Kreuz; im Ostgiebel Segmentbogennische, darin Sandstein-Flachrelief der Muttergottes von Marienweiher, wohl noch 18. Jahrhundert. – Das Gebäude derzeit unbewohnt und reparaturbedürftig.[11]

### Einwohnerentwicklung
Gemeinde Hohenberg
| Jahr      | 1852   | 1855   | 1861   | 1867   | 1871   | 1875   | 1880   | 1885   | 1890   | 1895   | 1900   | 1905   | 1910   | 1919   | 1925   | 1933   | 1939   | 1946   | 1950   | 1952   | 1961  | 1970   |
| Einwohner | 328    | 344    | 317    | 339    | 356    | 366    | 388    | 388    | 379    | 364    | 385    | 401    | 392    | 362    | 400    | 383    | 401    | 477    | 480    | 463    | 476   | 519    |
| Häuser    |        |        |        |        | 37     |        |        | 38     | 38     |        | 42     |        |        |        | 48     |        |        |        | 60     |        | 80    |        |
| Quelle    | [ 13 ] | [ 13 ] | [ 14 ] | [ 15 ] | [ 16 ] | [ 17 ] | [ 18 ] | [ 19 ] | [ 20 ] | [ 13 ] | [ 21 ] | [ 13 ] | [ 22 ] | [ 13 ] | [ 23 ] | [ 13 ] | [ 13 ] | [ 13 ] | [ 24 ] | [ 13 ] | [ 8 ] | [ 25 ] |

Ort Hohenberg
| Jahr      | 001818 | 001819 | 001861 | 001871 | 001885 | 001900 | 001925 | 001950 | 001961 | 001970 | 001987 |
| Einwohner |        | 187 *  | 298    | 338    | 338    | 363    | 390    | 478    | 471    | 516    | 448    |
| Häuser    | 36     |        |        |        | 36     | 39     | 46     | 59     | 79     |        | 122    |
| Quelle    | [ 7 ]  | [ 26 ] | [ 14 ] | [ 16 ] | [ 19 ] | [ 21 ] | [ 23 ] | [ 24 ] | [ 8 ]  | [ 25 ] | [ 27 ] |

## Religion
Hohenberg ist katholisch geprägt und nach Mariä Heimsuchung in Marienweiher gepfarrt. In der zweiten Hälfte des 20. Jahrhunderts wurde die Filialkirche St. Josef (Hohenberg) zur Kuratie.